# 南埕镇
南埕镇，是中华人民共和国福建省泉州市德化县下辖的一个乡镇级行政单位。

## 行政区划
南埕镇下辖以下地区：
西山村、高漈村、前峰村、半岭村、南埕村、塔兜村、枣坑村、许厝村、望洋村、连山村、蟠龙村和梓垵村。